# 実験人形ダミー・オスカー
『実験人形ダミー・オスカー』（じっけんにんぎょうダミー・オスカー）は、小池一夫原作、叶精作作画による漫画。「ハードボイルド・セクシーコミック」と呼称される。

## 概要
1977年から1984年にかけて男性向け雑誌『GORO』に、1989年から1991年にかけて『NEW 実験人形ダミー・オスカー』（ニューじっけんにんぎょうダミー・オスカー）のタイトルで『コミックシュート』に連載された。単行本全19巻でGORO連載分の14巻まで巻数はローマ数字で15巻からの『NEW』時代はアラビア数字で、タイトルはNEWなしで共通。過激な性描写、男性器をバットに見立てる表現、男性器でテーブルをひっくり返すような行動、「デラべっぴン」といった言い回しなど、個性的な表現で注目を集めた。
1977年当時「サイボーグ」と「ロボット」を融合した「サイボット」として大きな話題となった、水野俊一の「サイボットシステム」を人形制作の資料としている。また、フォルクスワーゲンの描写に関してはヤナセに、ニューヨーク市警の描写に関しては水野晴郎に協力を仰ぐなど、資料に基づいた叶精作による精密な描写が特徴。フォルクスワーゲン社のエーラ・レシエン・オーバルテストコースでファックしながら車を走らせて爆発事故を起こすようなぶっとンだストーリー展開だが、ヤナセの協力を得ているので、社名や場所をぼかしたりせず、車をデザインしたジウジアーロなども全て実名である。ただし局部の描写はホワイトなどでぼかしている。
叶精作は作画にCGを導入した最初期の漫画家の一人であり、初期は完全な劇画調の絵柄であるが、『NEW 実験人形ダミー・オスカー』ではMacを利用してCGで描かれている。人形（ダミー）自体にも作品の中期でMPU（マイプロ）が導入され、最終話ではワークステーションのNeXTcubeとプロッターを用いて人形の設計が行われている描写がある。
初期はドイツを舞台としており、「勃起」「処女」などとドイツ語読みでフリガナが振られている。アメリカ編では「刑事」などと英語読みでフリガナを振られているが、エレクチオンは普通にカタカナで「エレクチオン」と表記されている。

## あらすじ
生きている人間と見分けがつかないほどのダミー＝超人間を作る驚異の人形師・渡胸俊介（ときょう しゅんすけ）は、普段は気弱で頼りない、シンボルも短小な小男だが、ショックを受けると筋肉質で傲慢かつ巨根の男・オスカーに変貌する二重人格者だった。
渡胸はドイツ・フォルクスワーゲン社の事故対策実験用の高精細なダミーを作るために日本のヤナセから招聘されるが、ダミーのモデルとなったテストドライバー・ヘルガと事故に巻き込まれる。その後、捜査にたずさわり渡胸を自宅に住まわせた精神科医のエヴァ、オスカーに変貌した渡胸と交わった暴走族のエルフェーとの三角関係を経て、秘密結社ヴォルフに追われて殺されたヴァルターの婚約者グレーテ、妹のドリスらとともにアメリカへの逃避行を敢行する。
アメリカへ渡った渡胸はオスカーとしての強気な言動とその特異な能力を資産家やニューヨーク市警察などに買われ、トラブルを解決するヒーローとなっていくが、ショックを受けて気弱な人格に戻ってしまう（オスカーの時の記憶は薄い）ために一所に留まれなかった結果、放浪者へ戻ることを余儀なくされる。
渡胸の二重人格つまり離人症は、愛情の薄い家庭で育った孤独感と、学生時代の教授の裏切りが原因であったが、放浪先でさまざまな女性との関係を経て本来の人格を取り戻し、日本へ帰っていくのであった。

## 反響
じゃまおくんは本作の魅力として重要なのは毎回違う洋物ポルノ女優のようなルックスの美女たちで必然的にそそられ、無茶な設定ながらストーリーは奇跡的に破綻せず、しっかり読ませるのが名作と呼ばれるゆえんだが、性描写が結構多いながらあまりにポルノ女優的な美女たちとモンスターのような喘ぎ声に興奮できず、ギャグ漫画扱いしたくなるレベルだと評した。
ミドルエッジは二重人格の設定は奇想天外で小池の「キャラを起てろ」という理念や思想がよく伝わってきて、個性的な表現が目立って金属バットで表現された男性器やそれでテーブルを持ち上げたり、振られたフリナガによる言葉遊びで小池らしさが随所に堪能可能で、ハードボイルド・セクシーコミックというよりナンセンスなエロ漫画という方が正しいかもしれないが、二重人格になる経緯や様々な女性と関係を持つことで本来の人格を取り戻して行くストーリーとエロの絶妙な塩梅により人気作品になったと評した。